# Aethopyga primigenia
La nettarinia di Hachisuka (Aethopyga primigenia (Hachisuka, 1941)) è un uccello della famiglia Nectariniidae, endemico delle Filippine.

## Distribuzione e habitat
È un endemismo ristretto all'isola di Mindanao, dove è abbastanza comune nelle foreste montane al di sopra dei 1.000 m di altitudine.

## Conservazione
La IUCN Red List, considerata la relativa frammentazione del suo areale, classifica Aethopyga primigenia come specie prossima alla minaccia (Near Threatened).